# Церковь Рождества Иоанна Предтечи (Кеми)
Церковь Рождества Иоанна Предтечи (фин. Johannes Kastajan syntymän kirkko) — православный храм в городе Кеми в Финляндии. Принадлежит Оулуской митрополии Финляндской православной церкви.

## История
Православие пришло в город Кеми в 1920-х годах с восточно-карельскими беженцами. Это были преимущественно белогвардейцы и члены их семей, которые сформировали вокруг города Кеми несколько православных общин. В городе доминировала коммунистическая партия Финляндии, что затрудняло жизнь верующих: их не допускали до участия в общественных мероприятиях. До появления собственной молитвенной комнаты в Кеми православный священник проводил свои службы в здании государственной средней школы Sauvosaari.
Первоначально здание для молитвы было размещено на месте бывшей больницы Хакала на улице Лехтокату. Осенью 1962 года было построено здание православного храма. Оно было спроектировано архитектором Илмари Ахоненом.
Белый фасад здания храма состоит из колокольни, а венец башни — чёрный луковичный купол. Белая стена украшена распятием Иисуса Христа и является главным покровителем главного входа. В общей сложности в храме есть 200 мест для верующих, хотя сейчас православная община города малочисленна.